# Warner Robins
Warner Robins es una ciudad ubicada en el condado de Houston en el estado estadounidense de Georgia. En el año 2020 tenía una población de 80.308 habitantes.

## Geografía
Según la Oficina del Censo, la localidad tiene un área total de 59,2 km² (22,9 mi²), de la cual 59 km² (22,8 mi²) es tierra y 0,2 km² (0 mi²) (0.40%) es agua.

## Demografía
Según la Oficina del Censo en 2000 los ingresos medios por hogar en la localidad eran de $38,401, y los ingresos medios por familia eran $44,217. Los hombres tenían unos ingresos medios de $33,030 frente a los $24,855 para las mujeres. La renta per cápita para la localidad era de $18,121. 